# صناعة كارتا
يشير مفهوم صناعة كارتا إلى عملية إنتاج أثري، تتواجد ربما منذ أكثر من 10000، لكميات كبيرة بشكل استثنائي من الأدوات الحجرية التي تم العثور عليها في قبيلة رامندجيري بكارتا والمعروفة أيضًا منذ عام 1802 باسم جزيرة الكنغر، جنوب أستراليا.

## علم الآثار بكارتا

### سر الجزيرة
يعد علم الآثار في ثقافة كارتا لغزًا محيرًا، بحسب ما ورد على لسان المؤرخ ريبي تايلور، الذي اقتبس بعضًا من كلمات عالم الآثار رونالد لامبرت قائلًا: «إن المشكلة تضم كافة ملامح القصة الكلاسيكية الغامضة: جزيرة كبيرة بعيدة عن الشاطئ لا يسكنها أحد [اليوم]، منعزلة منذ حوالي 10000 عامٍ، ومع ذلك تتوفر أدلة وفيرة تبرهن على وجود سكان من البشر.».” وبالفعل، أسمى لامبرت كتابه لغز كارتا الأعظم (The great Kartan mystery).

### الأدوات الحجرية الثقيلة
في كتابه الآثار البيئية على السكان الأصليين (Aboriginal Environmental Impacts), يصف الكاتب جيمس كوهين مجموعة من الأدوات الحجرية التي ترجع إلى السكان الأصليين بكارتا بوصفها «أدوات أساسية ثقيلة وقاطعات للحصوات الصخرية». ويضيف كوهين، لقد تم العثور على أدوات كارتا هذه على ساحل جنوب أستراليا، وسلاسل فلندرز، وعند مدينة ليم سبرينجس بـ نيو ساوث ويلز.
وبحسب كوهين، "تتألف صناعة الكارتا بشكل حصري تقريبًا من الأدوات الأساسية الكبيرة، وأدوات الحصوات الصخرية المتقشرة الحادة من وجه واحد والمطارق الحجرية. وتعتبر تلك الأدوات ثقيلة للغاية؛ حيث يبلغ متوسط وزنها 900 جرام " وقد تصل إلى عشرة أضعاف متوسط أي مجموعة أخرى".
وتتمثل بعض أدوات كارتا كذلك في أنوية «حوافر الحصان»، والتي تصفها جوزفين فلد بأنها تشتمل على «قاعدة مسطحة، وحافة مائلة عن العمود متقشرة الجانب وشكل مقبب عالٍ يشبه حافر الحصان»، لم تتضح وظيفتها حتى الآن، ولكن يحتمل أن تستخدم كقاطعات، وببساطة قد تكون هذه الأجزاء عبارة عن نفايات من الأنوية الناتجة عن عملية إنتاج أدوات التقشير.
تم العثور على نحو أكثر من 120 موقعًا بكارتا، وكانت الحصيلة آلافًا من قاطعات الحصوات ومئات من المطارق الحجرية  وتتألف معظم أدوات كارتا المستخرجة من جزيرة الكنغر نفسها من الكوارتيزيت الذي جاء إلى هذه المواقع من على مسافة تبعد 35 كيلومترًا.

### استخدام الحيوانات الطريدة الضخمة
لقد تم العثور على أعداد قليلة من قشور كارتا، غير أن كوهين ذكر أن أحد هذه القشور قد عثر عليها درابر في جزيرة الكنغر، في موقع يرجع تاريخه إلى 7000 سنة، فضلًا عن «القاطعات التي قد تكون جيدة الاستخدام في نحر أسود البحر»; كذلك، لقد عثر على عظام أسد البحر باستخدام أدوات الحصوات الصخرية. ومع ذلك، يحذر كوهين من أن احتمالية وجود صلة بين صناعة الكارتا و«ذبح الطريدة الضخمة» لا يبرهن على أن الحيوانات الضخمة «كان يتم اصطيادها بنشاط».

### العمر المحتمل
تشير جوزفين فلد، في كتابها علم آثار دريم تايم (Archaeology of the Dreamtime)، إلى أن قاطعات كارتا تعتبر من أوائل الأدوات الموجودة بأستراليا"، فتتواجد منذ أكثر من 16000 عامٍ.

## قائمة المصادر
- James L. Kohen. Aboriginal Environmental Impacts. University of New South Wales Press, 1995. ISBN 978-0-86840-301-4 Google books
- R. V. S. Wright. Stone Tools as Cultural Markers: change, evolution, and complexity. Australian Institute of Aboriginal Studies, 1977. ISBN 978-0-391-00835-9 Google books
- Derek John Mulvaney and Johan Kamminga. Prehistory of Australia. Smithsonian Institution Press, 1999. ISBN 978-1-56098-804-5 Google books
- Josephine Flood. Archaeology of the Dreamtime. University of Hawaii Press/Angus and Robertson. 2nd Edition, 1995. ISBN 978-0-207-18448-2 Google books
- Ronald John Lampert. The great Kartan mystery. Books Australia, 1981. ISBN 978-0-909596-62-0 Google books
- Rebe Taylor. Unearthed: The Aboriginal Tasmanians of Kangaroo Island. Wakefield Press. Illustrated edition, 2002. ISBN 978-1-86254-552-6 Google books

## وصلات خارجية
- South Australian Museum: Archaeology Collections
- Australia: The Land Where Time Began